# Olivia Stapp
Olivia Stapp (Nova York, 31 de maig, 1940), és una mezzosoprano estatunidenca.
Va estudiar a Itàlia i al "Wagner College" a Staten Island, Nova York. A Itàlia tingué professors com Ettore Campogalliani i d'altres. Rodolfo Ricci. Va fer el seu debut al Festival d'Spoleto el 1960, a L'amico Fritz. Cantà a Viena, Berlín i altres llocs d'Europa. Des de 1972 va aparèixer amb la New York City Opera, especialment a Norma i Carmen, el 1981 va actuar com a Elvira a Ernani al Gran Teatre del Liceu de Barcelona. Va cantar Norma a Mont-real i Lady Macbeth a l'Òpera de París el 1982, i aquell mateix any el 7 de desembre va cantar Lady Macbeth i Tosca al Metropolitan Opera de Nova York. Aquell mateix any va tornar a Europa i va cantar Turandot i Electra d'Idomeneo a La Scala de Milà (1983-84), va a tornar a cantar Lady Macbeth a Ginebra i a Venècia el 1986. El 1990 va aparèixer com a Katerina Ismailova de Xostakovitx a Hamburg. Entre els seus altres papers destacats hi havia Lucrezia Borgia, Aida, Elektra i Tosca.